# Būyāqolī
Būyāqolī (persiska: بوباقلی) är en ort i Iran.   Den ligger i provinsen Nordkhorasan, i den nordöstra delen av landet, 500 km nordost om huvudstaden Teheran. Būyāqolī ligger 1 107 meter över havet och antalet invånare är 446.
Terrängen runt Būyāqolī är kuperad åt sydväst, men åt nordost är den platt.Runt Būyāqolī är det ganska glesbefolkat, med 27 invånare per kvadratkilometer. Närmaste större samhälle är Amānlī, 18,5 km söder om Būyāqolī. Trakten runt Būyāqolī består i huvudsak av gräsmarker.